# 威爾士 (麻薩諸塞州)
威爾士（英語：Wales）是一個位於美國麻薩諸塞州漢登縣的鎮。

## 人口
根據2020年美國人口普查的數據，威爾士的面積為41.30平方千米，當中陸地面積為40.70平方千米，而水域面積為0.60平方千米。當地共有人口1832人，而人口密度為每平方千米44人。